# 小林諭果
小林諭果（Kobayashi Yuka，1994年5月16日—）是日本跳台滑雪運動員，曾獲得世界大學運動會跳台滑雪比賽多枚獎牌。出生於岩手縣岩手郡松尾村（現八幡平市），哥哥小林潤志郎和弟弟小林陵侑也都是跳台滑雪運動員。

## 外部連結
- 小林諭果的X（前Twitter）
- 小林諭果的Instagram帳戶